# Portacabin-arrest
Het arrest Ontvanger/Rabobank Terneuzen-Axel (HR 31 oktober 1997, NJ 1998/97) beter bekend als Portacabin-arrest, is een uitspraak van de Nederlandse Hoge Raad die betrekking heeft op natrekking van een portacabin (noodgebouw), in verband met bodembeslag door de fiscus.

## Samenvatting
Ten behoeve van de Rabobank is een recht van hypotheek gevestigd op een perceel grond met daarop een gebouw en een portacabin, welke wordt gebruikt als kantoorruimte. De Hoge Raad bevestigt de beslissing van het hof, dat de portacabin onroerend is in de zin van artikel 3:3 BW. De portacabin valt dus onder het hypotheekrecht van de Rabobank en wordt niet getroffen door het door de fiscus gelegde bodembeslag.

## Casus
Op het terrein van Buys was een zogenaamde portacabin van ongeveer 10 bij 15 m geplaatst naast een gebouw op hetzelfde perceel. De portacabin was door middel van leidingen aangesloten op gas, water en elektriciteitsnet. De portacabin was bovendien aangesloten op de riolering en het telefoonnet. De portacabin is in 1990 als bedrijfsruimte (kantoorruimte) in gebruik genomen. Eind 1990 –de portacabin stond er al– heeft Rabobank aan Buys kredieten verstrekt met als onderpand een recht van hypotheek op het bedrijfsterrein en een bij notariële akte gevestigd pandrecht.
Op 1 april 1992 heeft de Belastingdienst executoriaal beslag laten leggen op alle roerende goederen van Buys op diens terrein. Ook op de portacabin is beslag gelegd als ware het een roerende zaak. De Rabobank heeft gebruikgemaakt van haar recht van parate executie en op 7 juli is de grond met de daarop staande gebouwen in een openbare veiling verkocht. Rabobank was zelf de koper. Vóór de veiling had Buys, met toestemming van de Ontvanger, de portacabin aan een derde verkocht.
Na de veiling is de Portacabin gedemonteerd en afgegeven aan de koper. Op 17 juli ziet Rabobank dat de portacabin weg is.

## Rechtsvraag
In eerste instantie is de rechtsstrijd beperkt tot de vraag of de portacabin valt onder het hypotheekrecht of onder het bij notariële akte gevestigde pandrecht, beide ten gunste van Rabobank. In het hoger beroep is de rechtsstrijd nog verder beperkt tot de vraag of de portacabin onroerend is in de zin van artikel 3:3 BW op grond van het criterium "duurzaam met de grond zijn verenigd".
Rechtsvraag: Is de betreffende portacabin door natrekking onroerend geworden? (Ja)

## Procesgang
De Ontvanger van de Belastingdienst ontvangt een inleidende dagvaarding. Rabobank vordert een verklaring voor recht dat de portacabin valt onder het recht van hypotheek. De vordering is door de rechtbank afgewezen. Dit vonnis is in hoger beroep door het hof vernietigd, en de vordering is toegewezen in de betekenis dat de portacabin onroerend is in de zin van art. 3:3 BW. Het cassatieberoep is verworpen.

## Hoge Raad
De Hoge Raad bevestigt de beslissing van het hof dat de onderhavige portacabin onroerend is in de zin van art. 3.3 BW. Tevens geeft de Hoge Raad een maatstaf (r.o. 3.3) waaraan een dergelijke vraag kan worden getoetst. De Hoge Raad overwoog:

[3.3] Voorts moet het volgende worden vooropgesteld:

[a] Een gebouw kan duurzaam met de grond verenigd zijn in de zin van art. 3:3 BW,
doordat het naar aard en inrichting bestemd is om duurzaam ter plaatse te blijven; (...).
Niet van belang is dan meer dat technisch de mogelijkheid bestaat om het bouwsel te verplaatsen. (...)

[b] Bij beantwoording van de vraag of een gebouw of een werk bestemd is om duurzaam ter plaatse te blijven moet (...)
worden gelet op de bedoeling van de bouwer voor zover deze naar buiten kenbaar is.
Onder de bouwer moet hier mede worden verstaan degene in wiens opdracht het bouwwerk wordt aangebracht.

[c] (...) de bestemming van een gebouw of een werk om duurzaam ter plaatse te blijven [dient] naar buiten kenbaar te zijn.
Dit vereiste vloeit voort uit het belang dat de zakenrechtelijke verhoudingen voor derden kenbaar dienen te zijn.

[d] De verkeersopvattigen kunnen (...) niet worden gebezigd als een zelfstandige maatstaf voor de beoordeling van de vraag
of een zaak roerend of onroerend is. Zij kunnen echter wel in aanmerking worden genomen in de gevallen dat in het kader
van de beantwoording van de vraag onzekerheid blijft bestaan of een object kan worden beschouwd als duurzaam met de grond
verenigd, (...)

[3.4] Het hof heeft, door op grond van de [vaststaande] feiten te oordelen dat de portacabin onroerend was, de onder 3.3 vermelde maatstaven geenszins miskend.

## Tot besluit
Het arrest geeft uitsluitsel voor een Portacabin in dit concrete geval, dat deze dus objectief bezien als onroerende zaak mag worden aangemerkt. Bij een Portacabin die als bouwkeet wordt gebruikt zal het oordeel uiteraard anders uitpakken.